# Micranisa
Micranisa is een geslacht van vliesvleugeligen uit de familie Pteromalidae. De wetenschappelijke naam van dit geslacht is voor het eerst geldig gepubliceerd in 1875 door Walker.

## Soorten
Het geslacht Micranisa omvat de volgende soorten:
- Micranisa aereicorpus (Girault, 1915)
- Micranisa amplissima (Abdurahiman & Joseph, 1975)
- Micranisa ashtamudiensis Priyadarsanan, 2000
- Micranisa claviscapa (Joseph, 1957)
- Micranisa corneri (Wiebes, 1967)
- Micranisa degastris Chen, 1999
- Micranisa luzonensis (Wiebes, 1967)
- Micranisa pteromaloides (Walker, 1871)
- Micranisa ralianga Mathew & Balakrishnan, 1981
- Micranisa yashiroi (Ishii, 1934)